# Cooper Barnes
Nick Cooper Barnes (* 15. April 1979 in Sheffield, England) ist ein US-amerikanischer Schauspieler britischer Herkunft. Zunächst spielte er unter seinem Namen Nick Barnes; mittlerweile nutzt er seinen zweiten Vornamen Cooper. 

## Leben
Nick (Cooper) Barnes wurde in England geboren und wuchs im US-Bundesstaat Michigan auf. Er besuchte dort bis 1997 die Northville High School in Northville, zog dann nach Los Angeles, Kalifornien, und konzentrierte sich beruflich auf die Schauspielerei.
Erste kleinere Filmrollen und Serienrollen hatte er ab 2001 unter anderem in Californication und Cold Case – Kein Opfer ist je vergessen. Ab 2012 trat er vermehrt in Jugendserien wie Meine Schwester Charlie, Pair of Kings – Die Königsbrüder, Switched at Birth, Jessie und Suburgatory auf. 2014 erhielt er dann die Hauptrolle des Captain Man alias Ray Manchester in der Nickelodeon-Serie Henry Danger.

## Filmografie
- 2007: Californication (Fernsehserie, Episode 1x08)
- 2009: Cold Case – Kein Opfer ist je vergessen (Cold Case, Fernsehserie, Episode 7x01)
- 2011–2012: Pacino & Pacino Talent Agency (Fernsehserie, 6 Episoden)
- 2012: Meine Schwester Charlie (Good Luck Charlie, Fernsehserie, Episode 3x07)
- 2012: Victorious (Fernsehserie, Episode 2x12)
- 2012: Pair of Kings – Die Königsbrüder (Pair of Kings, Fernsehserie, Episode 3x16)
- 2013: Switched at Birth (Fernsehserie, Episode 2x18)
- 2013: Jessie (Fernsehserie, Episode 3x02)
- 2013: Defending Santa
- 2014: Suburgatory (Fernsehserie, Episode 3x06)
- 2014: Sunken City
- 2014–2020: Henry Danger (Fernsehserie, 121 Episoden)
- 2018: Die Abenteuer von Kid Danger (The Adventures of Kid Danger, Fernsehserie, 12 Episoden, Stimme)
- 2020–2024: Danger Force (Fernsehserie, 68 Episoden)
- 2025: Henry Danger – Der Film (Henry Danger: The Movie)